# Isaac Uche
Isaac Uche (1981) is een Nigeriaanse sprinter.
Hij won een gouden medaille op de 4 x 100 m estafette op de Afrikaanse Spelen van 2007. In 2008 behaalde hij op het wereldkampioenschappen indooratletiek 2008 een zesde plaats in de finale van de 60 m. Zijn persoonlijk record van 6,62 seconden behaalde liep hij eerder dat jaar in Chemnitz.

## Persoonlijk record
| Onderdeel | Prestatie | Datum            | Plaats   |
| --------- | --------- | ---------------- | -------- |
| 60 m      | 6,62 s    | 29 februari 2008 | Chemnitz |

## Palmares

### 60 m
- 2008: 6e WK indoor - 6,63 s